# ノーザンディクテイター
ノーザンディクテイター（欧字名:Northern Dictator、1974年1月28日 - 1997年）は、アメリカ合衆国で生産された競走馬、種牡馬。

## 経歴

### 競走馬時代
1977年12月9日、アケダクト競馬場でデビューするも3着に敗れる。しかし、年明け1月19日にハイアリアパーク競馬場で行われた未勝利戦で勝利した。その後は全て一般競走に出走し8戦2勝、通算10戦3勝という成績しか残せず、大きなレースへの出走もないままデビューして1年もないうちに引退となった。

### 種牡馬時代
引退すると、年内のうちに日本に種牡馬として輸入され、静内スタリオンステーションにて供用された。初年度の1979年には56頭に種付けした。その後2年間ほど同程度の種付け数を維持していたが、1980年産のマチカネウイッピーがデビュー2連勝でフェニックス賞を制した1982年には種付け数が増加し、翌1983年には89頭に種付けを行った。そして、1984年にタニノブーケがGII・デイリー杯3歳ステークスを制して初の産駒の重賞初制覇を果たした。その後もコンスタントに重賞で活躍する競走馬を輩出し、1985年産のリキアイノーザンは、阪神牝馬特別などGIII4勝を挙げ、ノーザンディクテイター産駒で最も多くの賞金を稼いだ競走馬となった。また、1986年産のスクラムトライは、1988年のGI・朝日杯3歳ステークスにてサクラホクトオーの2着に入るなどGIで好走した産駒も出すことができた。
その後、1994年から種付け数は減少し、1996年には13頭と激減した。1997年2月11日に用途変更となり種牡馬を引退した。
種牡馬引退後は、静内スタリオンを訪れたことがあった牛尾治子に引き取られ、「ノーザンディクテイターの会」が結成され面倒を見られることになったが、年内のうちに死亡した。23歳没。新ひだか町の桜舞馬公園内に墓標がある。
没後の1999年、優駿牝馬を1986年産のウメノローザの仔であるウメノファイバーが制し、ノーザンディクテイターの血から初のGI馬が誕生した。

## 主な産駒
- 1982年産
  - タニノブーケ（デイリー杯3歳ステークス）
- 1984年産
  - キリノトウコウ（クリスタルカップ）
- 1985年産
  - リキアイノーザン（阪神牝馬特別、京都牝馬特別2回、中山牝馬ステークス）
  - ポットナポレオン（小倉3歳ステークス）
- 1986年産
  - イダテンターボ（七夕賞）
  - スクラムトライ（朝日杯3歳ステークス2着）
- 1987年産
  - ロングアポロン（京都大障害・秋）
- 1989年産
  - アトムピット（函館3歳ステークス）

### ブルードメアサイアーとしての主な産駒
- 1988年産
  - タニノボレロ（新潟記念）
- 1992年産
  - タニノクリエイト（神戸新聞杯）
- 1996年産
  - ウメノファイバー（優駿牝馬）

この他、ノーザンディクテイターが母の母の父にあたる馬として、2010年の菊花賞を制したビッグウィークがいる。ビッグウィークはタニノブーケの孫にあたる馬であり、直仔にタニノボレロ、タニノクリエイトがいるタニノブーケからは2世代で重賞勝ち馬が出ていることとなる。

## 血統表
| ノーザンディクテイターの血統        | ノーザンディクテイターの血統            | ノーザンディクテイターの血統            | （血統表の出典）                        | （血統表の出典） |
| 父系                                | ノーザンダンサー系                      | ノーザンダンサー系                      | ノーザンダンサー系                      | [ § 2 ]          |
| 父 Northern Dancer カナダ 鹿毛 1961 | 父の父Nearctic カナダ 黒鹿毛 1954       | Nearco                                  | Pharos                                  | Pharos           |
| 父 Northern Dancer カナダ 鹿毛 1961 | 父の父Nearctic カナダ 黒鹿毛 1954       | Nearco                                  | Nogara                                  |                  |
| 父 Northern Dancer カナダ 鹿毛 1961 | 父の父Nearctic カナダ 黒鹿毛 1954       | Lady Angela                             | Hyperion                                | Hyperion         |
| 父 Northern Dancer カナダ 鹿毛 1961 | 父の父Nearctic カナダ 黒鹿毛 1954       | Lady Angela                             | Sister Sarah                            |                  |
| 父 Northern Dancer カナダ 鹿毛 1961 | 父の母Natalma アメリカ 鹿毛 1957        | Native Dancer                           | Polynesian                              | Polynesian       |
| 父 Northern Dancer カナダ 鹿毛 1961 | 父の母Natalma アメリカ 鹿毛 1957        | Native Dancer                           | Geisha                                  |                  |
| 父 Northern Dancer カナダ 鹿毛 1961 | 父の母Natalma アメリカ 鹿毛 1957        | Almahmoud                               | Mahmoud                                 | Mahmoud          |
| 父 Northern Dancer カナダ 鹿毛 1961 | 父の母Natalma アメリカ 鹿毛 1957        | Almahmoud                               | Arbitrator                              |                  |
| 母 Dictates アメリカ 鹿毛 1964      | 母の父Bold Ruler アメリカ 黒鹿毛 1954   | Nasrullah                               | Nearco                                  | Nearco           |
| 母 Dictates アメリカ 鹿毛 1964      | 母の父Bold Ruler アメリカ 黒鹿毛 1954   | Nasrullah                               | Mumtaz Begum                            |                  |
| 母 Dictates アメリカ 鹿毛 1964      | 母の父Bold Ruler アメリカ 黒鹿毛 1954   | Miss Disco                              | Discovery                               | Discovery        |
| 母 Dictates アメリカ 鹿毛 1964      | 母の父Bold Ruler アメリカ 黒鹿毛 1954   | Miss Disco                              | Outdone                                 |                  |
| 母 Dictates アメリカ 鹿毛 1964      | 母の母Punctilious アメリカ 鹿毛 1954    | Better Self                             | Bimelech                                | Bimelech         |
| 母 Dictates アメリカ 鹿毛 1964      | 母の母Punctilious アメリカ 鹿毛 1954    | Better Self                             | Bee Mac                                 |                  |
| 母 Dictates アメリカ 鹿毛 1964      | 母の母Punctilious アメリカ 鹿毛 1954    | Puccoon                                 | Bull Lea                                | Bull Lea         |
| 母 Dictates アメリカ 鹿毛 1964      | 母の母Punctilious アメリカ 鹿毛 1954    | Puccoon                                 | Bloodroot                               |                  |
| 母系(F-No.)                         | (FN:19-b)                               | (FN:19-b)                               | (FN:19-b)                               | [ § 3 ]          |
| 5代内の近親交配                     | Nearco 3x4, Discovery 4x5, Blenheim 5x5 | Nearco 3x4, Discovery 4x5, Blenheim 5x5 | Nearco 3x4, Discovery 4x5, Blenheim 5x5 | [ § 4 ]          |
| 出典                                | 1. 2. 3. 4.                             | 1. 2. 3. 4.                             | 1. 2. 3. 4.                             | 1. 2. 3. 4.      |